# Nicola Pisano

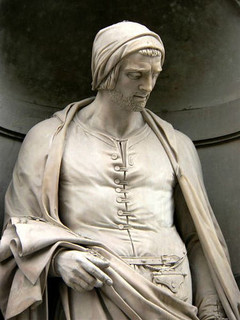
Escultura de Nicola Pisano en el Palacio de los Uffizi, en Florencia, Italia.

Nicola Pisano (1215/1220 - 1278/1284) fue un escultor italiano, considerado uno de los últimos representantes de la escultura medieval (gótico) y a la vez uno de los pioneros del Renacimiento. Se formó en la corte del emperador Federico II. Su obra del púlpito del baptisterio de Pisa, de 1260, puede considerarse como algo sin precedentes en la escultura italiana, sintetizando influencias anteriores y consiguiendo a la vez una unidad compositiva y estilística notable. También realizó el púlpito de la catedral de Siena, de menor influencia clásica pero relieve más profundo y composición más hábil. Esta obra, de finales de los años 1260, fue realizada con ayuda de su hijo Giovanni Pisano. Adquirió su apellido en honor a la ciudad de Pisa, lo mismo que su hijo. El púlpito del baptisterio de Pisa, obra por la cual Pisano adquirió su fama, tiene una forma hexagonal, lo que aumenta la cantidad de relieves. También es el autor del Arca de Santo Domingo en la basílica de Santo Domingo de Bolonia y de la Fontana Maggiore de Perugia.

## Primeros años
Su fecha de nacimiento y sus orígenes son inciertos. Nació en Apulia, hijo de Petrus de Apulia, según consta en los archivos de la catedral de Siena. Probablemente se inscribió en los talleres locales emperador Federico II, a cuya coronación asistió. Allí aprendió a darle a las representaciones tradicionales mayores movimiento y emoción, mezclando las tradiciones cristiana y clásica. Las únicas obras de su primer periodo que han sobrevivido son dos cabezas de niño con un tenue efecto de claroscuro.
Hacia 1245 se trasladó a Toscana para trabajar en el castillo de Prato. Los leones de su puerta son probablemente suyos. Cabeza de muchacha joven (actualmente en el museo del Palazzo Venezia, en Roma), tallado en piedra de la isla de Elba, también se atribuye a Pisano.
Luego se trasladó a Lucca, donde trabajó la fachada de la catedral de San Martín, sobre todo en el relieve Descenso de la Cruz (en el tímpano norte) y en los del dintel sobre la Natividad y la Adoración de los Reyes Magos.

## Púlpito del baptisterio de Pisa

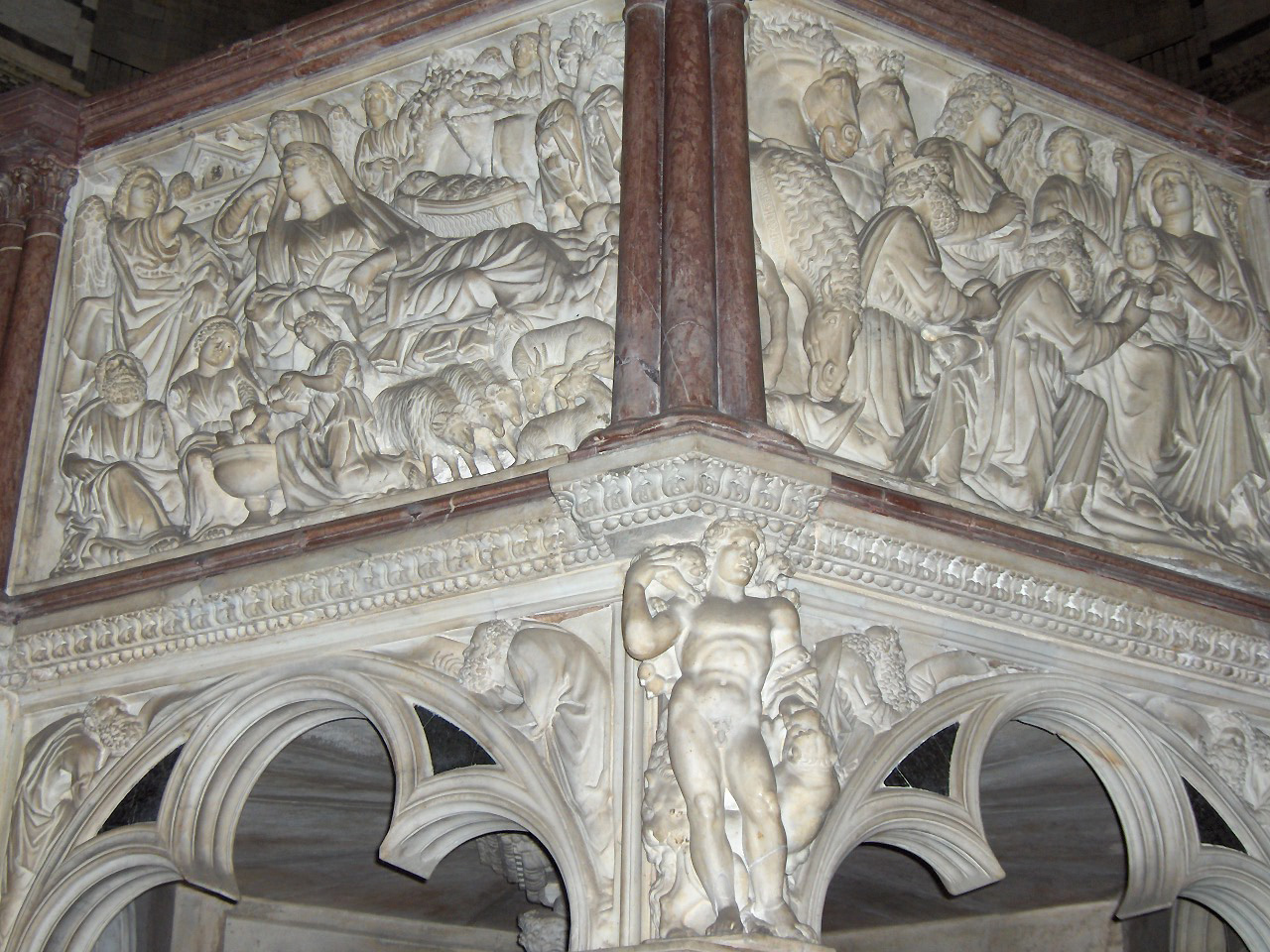
Púlpito, detalle de la Anunciación a los pastores y Adoración de los Reyes Magos.

Pisano se trasladó a Pisa entre 1245 y 1250, donde nació su hijo Giovanni. Hacia 1255 se le encargó el púlpito del baptisterio de Pisa, que acabó en 1260 y firmó como Nicola Pisanus. Recibió la ayuda de muchos asistentes, entre ellos Arnolfo di Cambio y Lapo di Ricevuto.
En este púlpito, considerado una de sus obras maestras, logró realizar una síntesis del estilo gótico francés y del estilo clásico de la Antigua Roma, tal como lo había visto en los sarcófagos de la Piazza dei Miracoli de Pisa, así como en la escena Meleagro cazando el jabalí de caledonia en un sarcófago llevado a Pisa como botín de guerra por su armada. Vasari cuenta que Pisano estudió continuamente estos restos y las esculturas romanas de los templos de Augusto. En el panel de la Presentación, la Virgen nos recuerda la compostura real de las diosas en la escultura romana, mientras que el expresivo rostro de Santa Ana padece el deterioro de la edad.

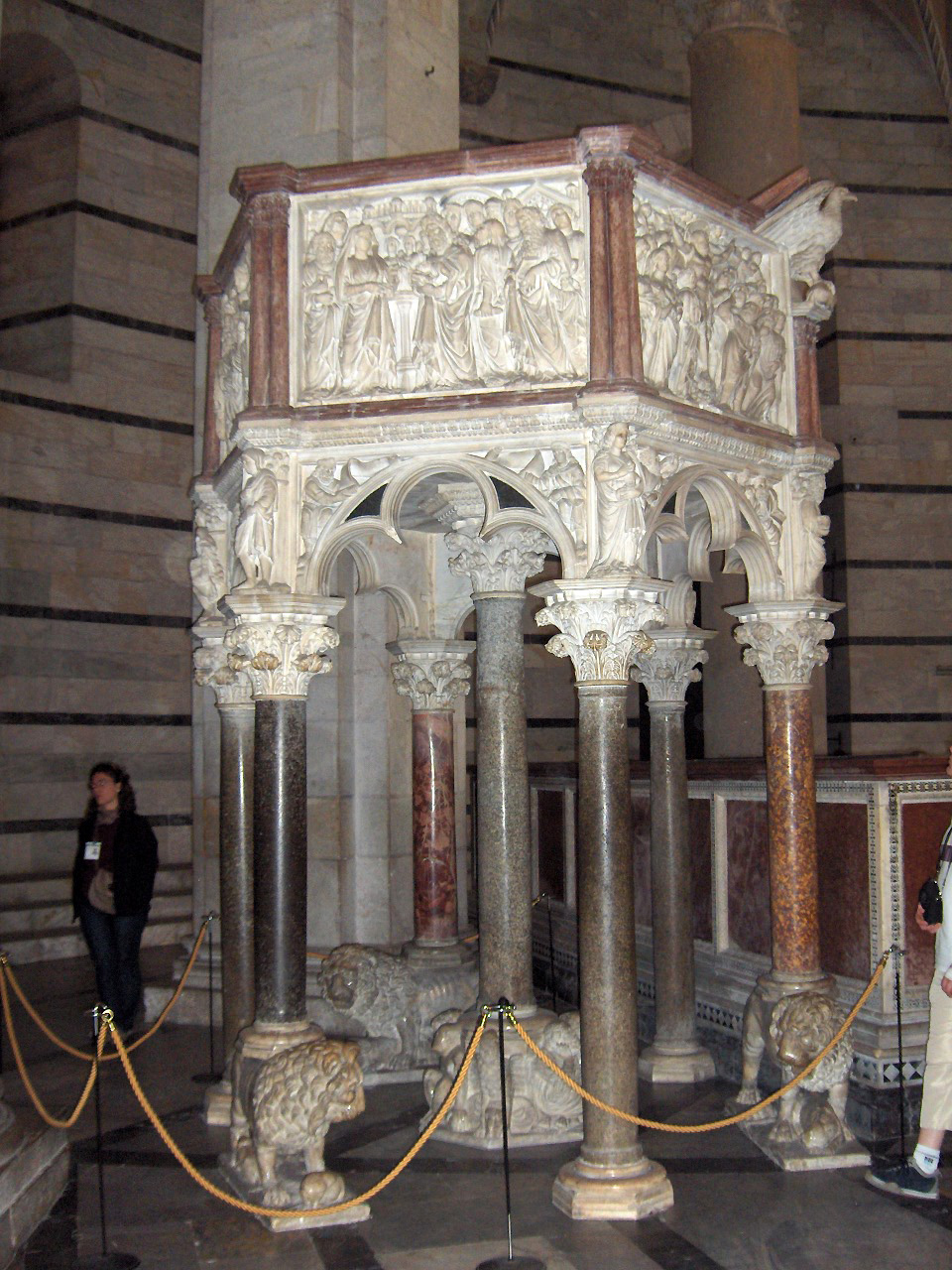
Púlpito del baptisterio de Pisa.

El púlpito se sostiene en una columna central, que se apoya sobre un pedestal octogonal con esculturas de animales y telamones, y envuelta por seis columnas de diferente altura, tres de las cuales están sobre un león, mientras que las otras se sostienen sobre un el pedestal. Las columnas se tomaron de las ruinas de Ostia. Los capiteles corintios sostienen arcos góticos trifolios, ricamente decorados con Profetas y Evangelistas. Los arcos están separados por esculturas de San Juan Bautista, San Miguel, las Virtudes y un Hércules desnudo.
El púlpito hexagonal en sí mismo consiste en cinco escenas talladas en mármol de Carrara sobre la Vida de Cristo : la Natividad, la Anunciación y la Anunciación a los pastores —todas en el primer relevo—, la Adoración de los Reyes Magos, la Presentación, la Crucifixión y el Juicio Final. 
El fondo de las escenas estaba originalmente pintado y esmaltado, y los ojos de las figuras estaban coloreados. Eso contribuyó a un mayor realismo de estas escenas religiosas. Todas, con excepción las dos traseras, reflejan su conocimiento del estilo de los sarcófagos romanos. 

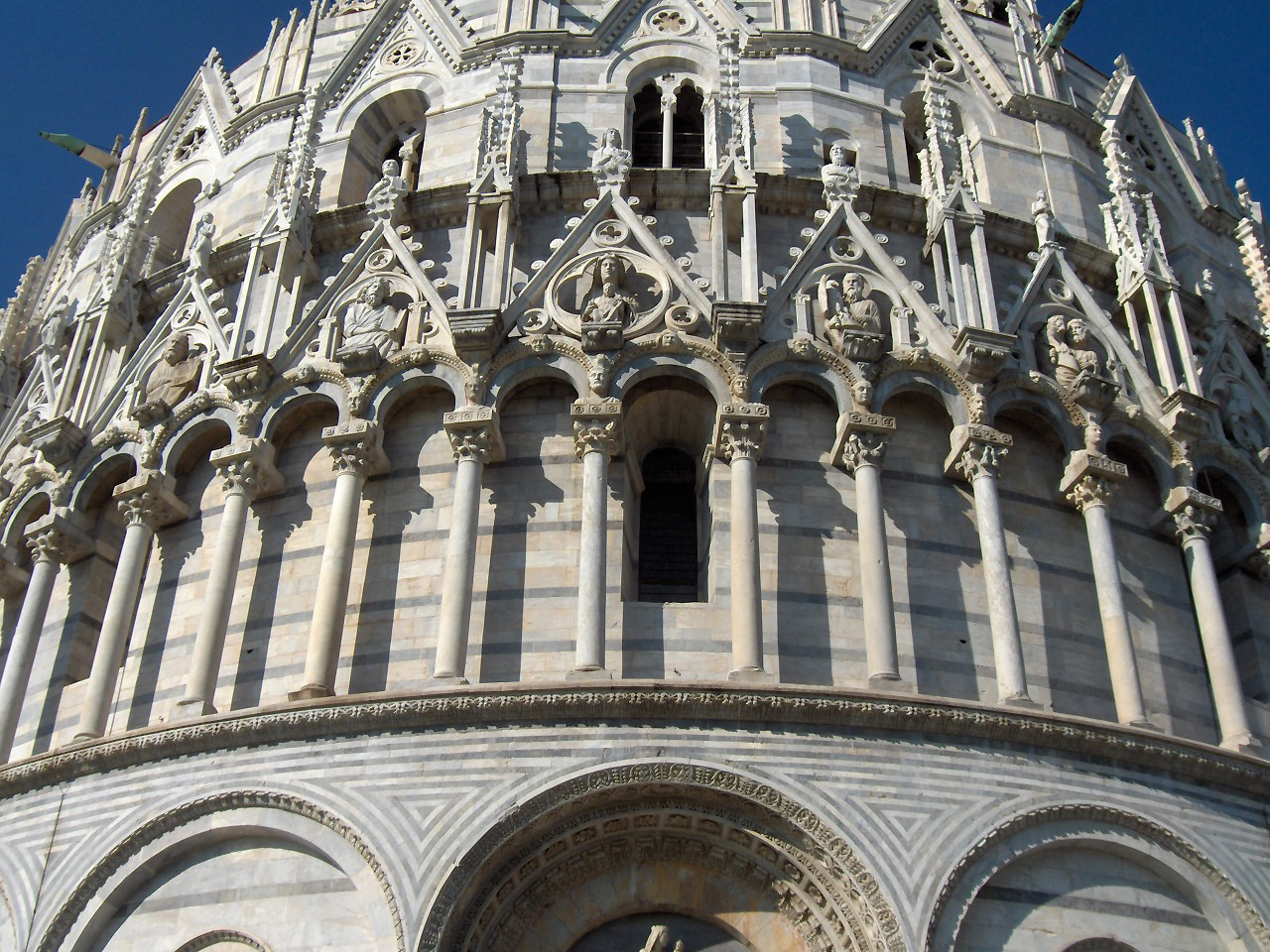
Cúpula del baptisterio de Pisa.

Las figuras están vestidas con túnicas, al estilo romano. La Virgen lleva un palio en la cabeza, como si fuera una matrona romana. La escena del Juicio final se basa probablemente en un marfil bizantino y La Crucifixión fue esculpida con la elegancia del arte gótico francés de su tiempo.
La inspiración para este púlpito se encuentra tal vez en los arcos de triunfo que había visto en Roma cuando viajó a Ostia. La forma del púlpito es completamente diferente de la construidas según la usanza de la época. Las esculturas se representan igual que en el Arco de Constantino en Roma, con las figuras sobre columnas. El arco tiene incluso un piso superior con escenas esculpidas, como en el caso del púlpito.
Entre 1260 y 1264 finaliza la obra del arquitecto Deustesalvet para la cúpula del baptisterio. Aumentó su altura con un sistema de dos domos: uno pequeño truncado en la cúpula del domo hemisférico. Las dos filas de gabletes de tracería fueron posteriormente decoradas por su hijo Giovanni entre 1277 y 1284.

## Sepulcro de Santo Domingo en Bolonia
En 1264 se le encomendó el Arca de Santo Domingo en la basílica de Santo Domingo de Bolonia. Pisano fue responsable del diseño, aunque su trabajo en la construcción de la obra fue menor (en 1265 ya estaba trabajando en el púlpito de la catedral de Siena). La fachada central se realizó en su taller, parcialmente por Pisano pero en su mayor parte por su discípulo Lapo di Ricevuto. 

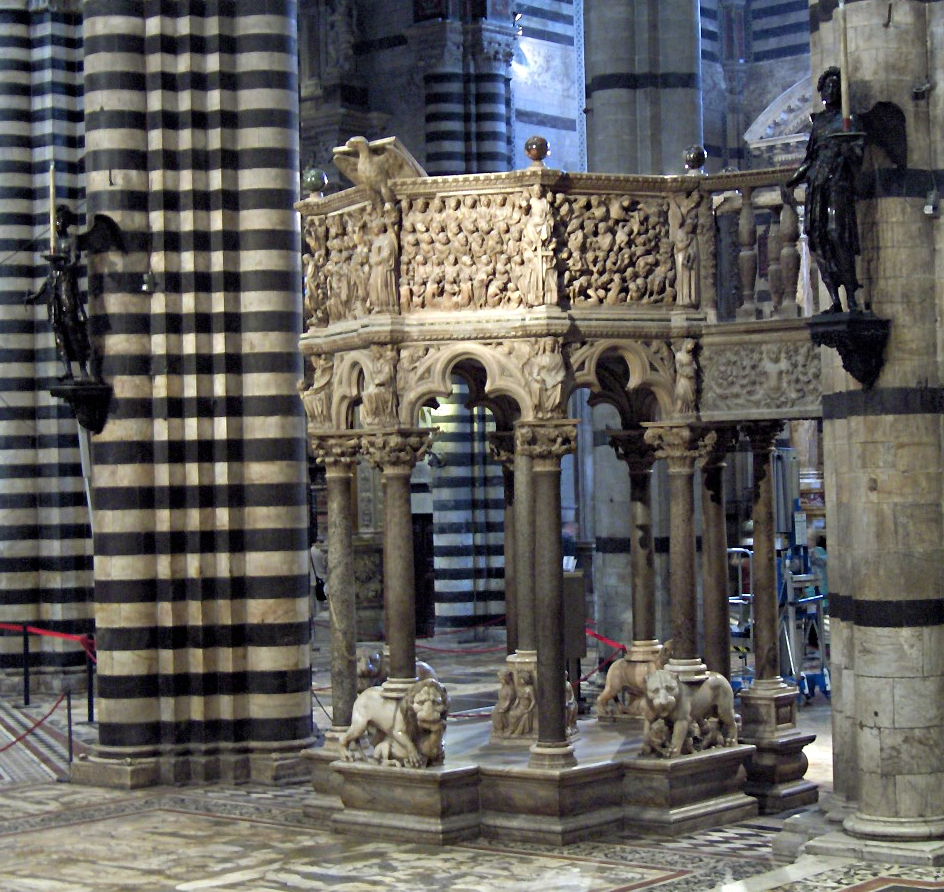
Púlpito de la catedral de Siena.

Para acabar este monumental sepulcro se necesitaron casi 500 años y el trabajo de notables escultores como Arnolfo di Cambio, Guglielmo Agnelli, Niccolò dell'Arca, Miguel Ángel, Girolamo Coltellini y Giovanni Batista Boudard. El expresivo rostro de Santo Domingo, tan diferente de los otros, más indolentes, del panel frontal Santo Domingo resucitando a Napoleón Orsini, se atribuye a Di Cambio.

## Púlpito de la catedral de Siena
En septiembre de 1265 se le encargó otra de sus obras más importantes: un púlpito de mármol para la Catedral de Siena. Este fue hecho con mármol de Carrara y esculpido entre finales de 1265 y noviembre de 1268 con la importante colaboración de su hijo Giovanni, sus ayudantes Arnolfo di Cambio y Lapo di Ricevuto, así como otros artistas.
Esta es la obra de arte más antigua de las conservadas en la catedral y se considera una obra maestra de Pisano, quien recibió este encargo gracias a la fama adquirida con el púlpito de Pisa, al que se parece aunque es de mayor tamaño. Todos sus elementos están relacionados con la doctrina de la Salvación y el Juicio Final.

## Pistoya y Perugia

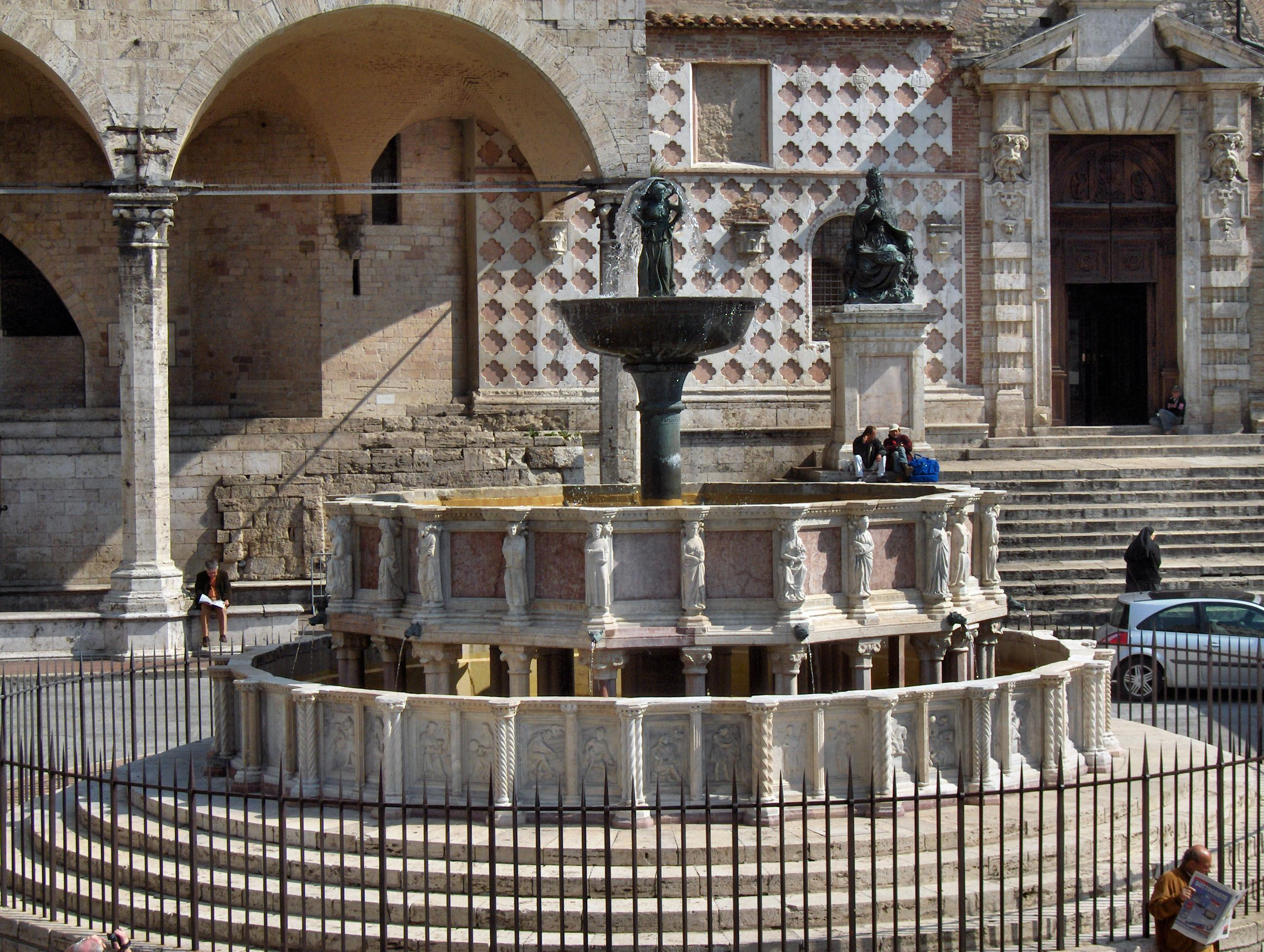
Fontana Maggiore de Perugia, de finales de los años 1270.

En julio de 1273, los Operai de San Jacopo de Pistoya le encargaron el altar de San Jacobo en la catedral de San Zeno. Allí trabajó con su hijo Giovanni. La capilla de San Jacobo se demolió en 1786. La pila de agua bendita con las tres figuras femeninas fue probablemente esculpida en este periodo. Giovanni haría posteriormente su primer púlpito en esta catedral.
Su último gran encargo fue la Fontana Maggiore de Perugia a finales de los años 1270. La fuente, con tres cuencos, fue diseñada por fra Bevignate y Boninsegna. Aunque muestra el dedicado trabajo de Pisano, la mayor parte de las esculturas las realizaron su hijo Giovanni y sus ayudantes. Por su riqueza de detalles y por su iconografía, esta última obra muestra elementos del arte gótico francés.